# Греческая кавалерия в Первой мировой войне

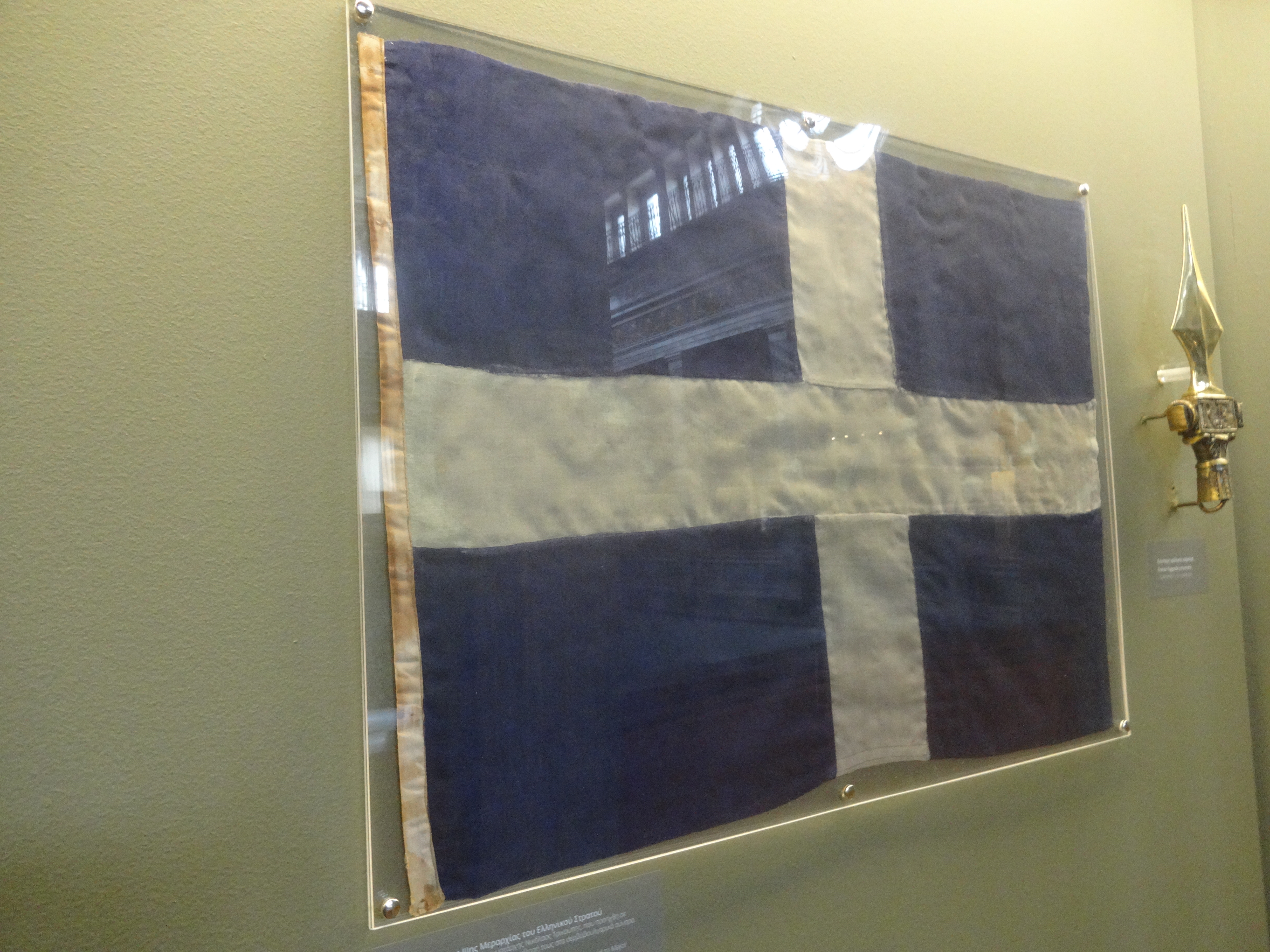
Флаг III греческой дивизии на Салоникском фронте, Национальный исторический музей, Афины

 Кавалерия Греческого королевства  по причине первоначального нейтралитета Греции приняла участие в Первой мировой войне на завершающем её этапе.
В силу Национального раскола и своей немногочисленности её вклад в операциях на Македонском фронте заметно уступал вкладу пехотных греческих дивизий.

## Греческая кавалерия до начала Первой мировой войны
После победоносных для греческого оружия Балканских войн территория Греческого королевства почти удвоилась.
По завершении Второй Балканской войны с Болгарией из дивизионных полуэскадронов был воссоздан 2-й Кавалерийский полк.
Организационная структура Армии в декабре 1913 года установила организацию кавалерии следующим образом :
Предусматривалось создание Кавалерийской дивизии, которая будет состоять из двух Кавалерийских бригад.
Однако была сформирована только 1-я Бригада, в состав которой вошли 1-й и 3-й Кавалерийские полки, а также одна конная пулемётная рота. Были также сформированы четыре Дивизионных кавалерийских полка
- Α' располагавшийся в Афинах
- Β' располагавшийся в Аргосе
- Γ' располагавшийся в Салониках
- ∆" располагавшийся в Серре.

В свою очередь полки Бригады состояли из четырёх ил с перспективой их усиления ещё двумя илами.
Также был сформирован Ε' эскадрон, базировавшийся в Янина, который в период мобилизации греческой армии в 1915 году состоявшейся после начала Первой мировой войны, был переименован в Ε' Кавалерийский полк.
Эти четыре Кавалерийских полка вместе с Ε эскадроном были задействованы в качестве кавалерии соответствующих корпусов Армии.
Базой Кавалерийской дивизии были установлены Салоники.
Штатным оружием кавалеристов (унтер-офицеров и рядовых, кроме пулемётчиков) были установлены сабля и карабин.
Для пулемётчиков — карабин, для персонала обозов — револьвер.

## Военно-политическая обстановка в Греции с началом Мировой войны

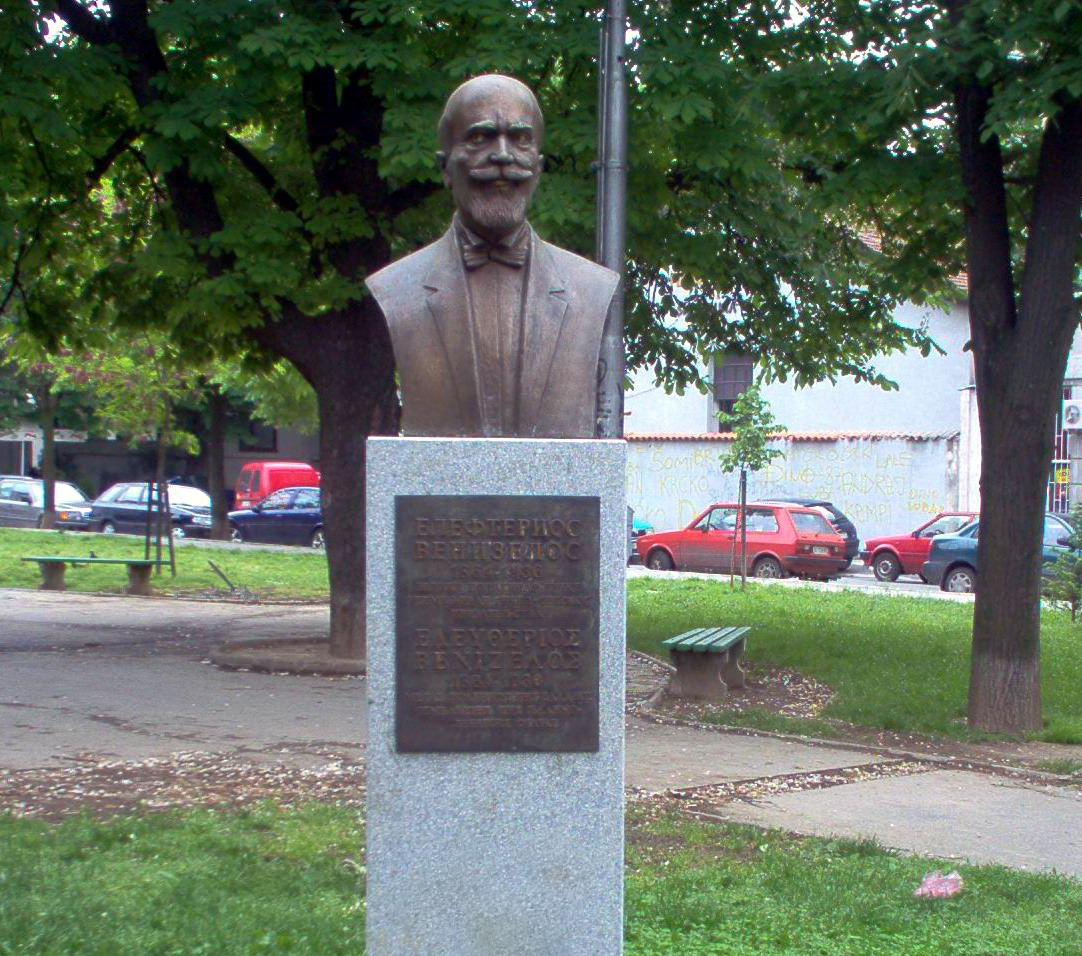
Памятник Венизелосу в Белграде.

Греческая армия вступила в Первую мировую войну с опозданием, в силу конфронтации короля Константина и премьер-министра Элефтериоса Венизелоса
Попытка немецкой и австрийской дипломатии вовлечь Грецию в войну на стороне Центральных держав не увенчалась успехом — Венизелос ответил, что соблюдает союзные соглашения подписанные с Сербией с периода Балканских войн.
Ответ Венизелоса на замечание германо-австрийцев что союзнические соглашения можно и нарушить остался в коллективной памяти сербского народа: «Греция слишком маленькая страна, чтобы совершить столь великое бесчестие»:308.
Король Константин, чья жена была сестрой кайзера Вильгельма был уверен в победе Центральных держав и настаивал на том что Греция должна придерживаться нейтралитета.
Его решение не поколебали ни обещания Антанты на территориальные приобретения в Северном Эпире, ни обещания Великобритании передать Греции остров Кипр.
Однако нейтралитет не помешал Венизелосу содействовать эвакуации разбитой сербской армии на греческой остров Корфу, как и разрешить высадку войск Антанты в Салониках для организации Македонского фронта, куда затем и были переброшены сербские дивизии для продолжения войны.
Сдача сторонниками Константина фортификаций Рупеля на греко-болгарской границе германо-болгарам, что открыло последним дорогу в Восточную Македонию, была расценена сторонниками Венизелоса национальным предательством и привела к Национальному расколу и образованию в Салониках правительства Национальной обороны.
Греция оказалась расколотой на два государства. Правительство Национальной обороны начало формирование добровольческих дивизий для участия в войне на стороне Антанты на Македонском фронте, а затем провела мобилизацию на подконтрольных ему территориях.

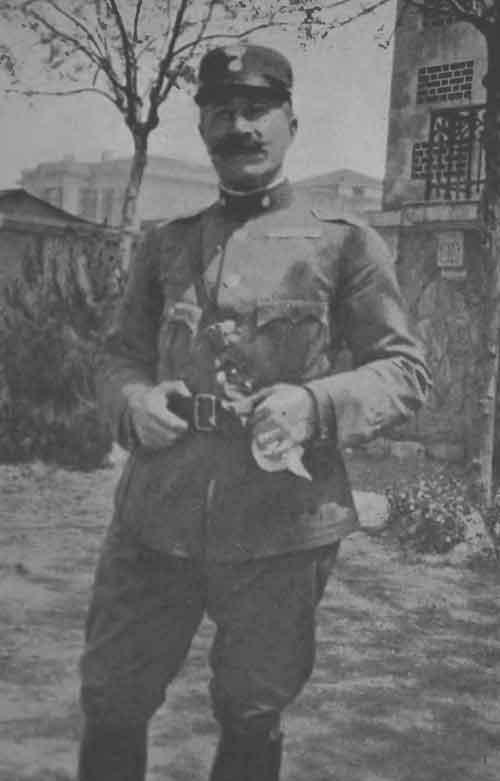
Подполковник кавалерии Эпаминондас Зимвракакис на Салоникском фронте

Отметим что командование III Дивизией Армии Национальной обороны было поручено подполковнику кавалерии Эпаминонду Зимвракакису, ставшему в дальнейшем генералом,

## Греческая кавалерия на Македонском фронте
Для участия в военных операциях на Македонском фронте кавалерия усилила частями 1-го кавалерийского полка 3-й кавалерийский полк, который был сформирован из четырёх ил и одной пулемётной роты под командованием полковника кавалерии Георгия Скандалиса.
Кавалерийская бригада была расформирована, 1-й полк сформировал пеший эскадрон. Кавалерийские полки корпусов армии были расформированы и сформировали дивизионные полуэскадроны Ι, II, III, IV, IX, XIII, XIV дивизий и дивизий Крита, Серр и Архипелага.
3-й кавалерийский полк принял самое активное участие на Македонском фронте.
10 сентября союзники прорвали линию обороны созданную болгарами и немцами в секторах Монастир — Аксиос — Дойран и вынудили болгарские и немецкие части отступить к северу и северо-востоку.
3-й кавалерийский полк действовал под командованием 1-й группы греческих дивизий в секторе реки Аксиос и получил приказ двинуться из Магина севернее Гевгели к Удово и создать плацдармы на восточном берегу Аксиоса, с тем чтобы 1-я группа дивизий смогла продолжить наступление.
Задача не была выполнена в силу того что мост в Удово был полностью разрушен и шквальный огонь противника не давал возможность греческим кавалеристам создать плацдарм.
Однако на следующий день, 11 сентября, по инициативе своего командира, 3-й полк перешёл Аксиос по разведанному броду реки и двинулся к Валадово с целю преследовать и отрезать противника отступающего с фронта Гевгелия — Дойран.
Несмотря на упорное сопротивления врага, одна ила полка сумела в 14:00 ворваться в Валандово, взять пленных и множество трофеев.
Греческие кавалеристы оказали медицинскую помощь около 100 раненным найденным в ужасном состоянии в госпитале города.
12 и 13 сентября полк перешёл под командование XVI французской дивизии и совершал разведывательные рейды у Удово.

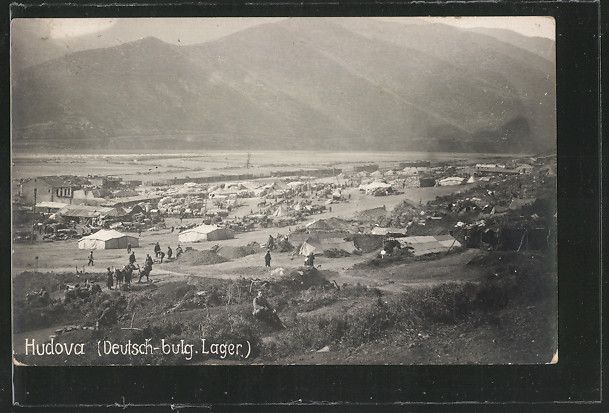
Германо-болгарский военный лагерь в Удово

Когда началось отступление германоболгарских войск, греческие кавалеристы были вновь переданы 1-й группе дивизий и двинулисб к горе Пласковице.
Заняв позиции на Пласковице, греческие кавалеристы, по собственной инициативе, двинулись к Пехчево/
Через труднопроходимую гору Пласковица, греческие кавалеристы оасковица вышли в долину реки Брегальница 17 сентября. Здесь они узнали озаключении пермирия
Тогда 3-й полк немедленно вернулся на греческую территорию и располагался, всю зиму 1918—1919 годов на 70-м километре дороги Салоники-Серре а затем в городе Кавала.
Пеший эскадрон 1-го Кавалерийского полка под командованием Георгия Яннакопулоса, который располагался на юге, в городе Пиргос Пелопоннеса с периода когда королевская греческая армия по указанию Антанты, была вынуждена находиться южнее Коринфского канала, в 1918 был переведён в Македонию и расположился в регионе села Нарес недалеко от Салоник.
Впоследствии эскадрон был переведён в Салоники в качестве гарнизона города, где после окончания войны 21 мая 1919 года был преобразован в 1-й кавалерийский полк с четырьмя илами и пулемётной ротой, получив к этому времени коней от уходящих из Македонии британских частей.
Аналогичным образом был сформирован 2-й кавалерийский полк в кавалерийском лагере Салоник, который однако вскоре был расформирован и из его подразделений была сформирована ила Армии Фракии (Ίλη Στρατιάς Θράκης).
В 1919 году был та же сформирован полуэскадрон VIIдивизии в кавалерийском лагере Салоник.

## Завершение войны и военные операции после её окончания
При всей ограниченности во времени участие греческих дивизий в операциях на Салоникском фронте внесло заметный вклад в победы союзников, которые вынудили Болгарию капитулировать 29 сентября 1918 год.
Выход Болгарии из войны разорвал единое географическое пространство Центральных держав и вынудил капитулировать изолированную в результате болгарской капитуляции Османскую империю через месяц, 30 октября.
Через несколько дней, 3 ноября, вышла из войны Австро-Венгрия.
Греция была в лагере победителей, Венизелос был в числе т. н. «Отцов победы».
Жорж Клемансо обратился к премьер-министру союзной Греции с просьбой оказать поддержку в экспедиции на юг России в поддержку Белого движения. Элефтериос Венизелос ответил положительно, предложив целый корпус немногочисленной греческой армии, в составе 3-х дивизий, то есть силы, превышающие французские. Предложение Венизелоса было сделано в обмен на поддержку греческих территориальных претензий в Восточной Фракии и Малой Азии на территории, сохранявшие своё коренное греческое население:266:362. После такой щедрости греческого премьера правительство Клемансо приняло этот жест с благодарностью, предоставив «обещания» о поддержке греческих территориальных претензий.
Согласно официальным армейским и прочим источникам в этой экспедиции греческая кавалерия не приняла участие и единым взводом.
В этой связи как минимум вызывают недоумение описания в сегодняшних русскоязычных медиа красочных эпизодов с греческой «кавалерией на мулах». Вероятно, подобным образом преподносится наличие в греческой армии, как и во многих других европейских армиях этого времени, мулов в качестве вьючных и тягловых животных в обозах и артиллерии.
В мае 1919 года, по мандату Антанты, греческая армия высадилась в Малой Азии, что стало началом Малоазийского похода (1919—1922), в котором участие Греческой кавалерии было более значительным по сравнению с собственно Первой мировой войне как в численности, так и по продолжительности военных операций.